# Copa Mundial de Críquet de 2023
La Copa Mundial de Críquet de 2023 fue la decimotercera edición del principal torneo de selecciones masculinas de críquet. Tuvo lugar en la India del 5 de octubre al 19 de noviembre de dicho año. Fue la primera vez en el que el campeonato sea albergado plenamente en India. Tres ediciones anteriores tuvieron lugar en la India de manera parcial – 1987, 1996, y 2011.

## Sedes
Las sedes confirmadas se presentaran en la siguiente imagen.

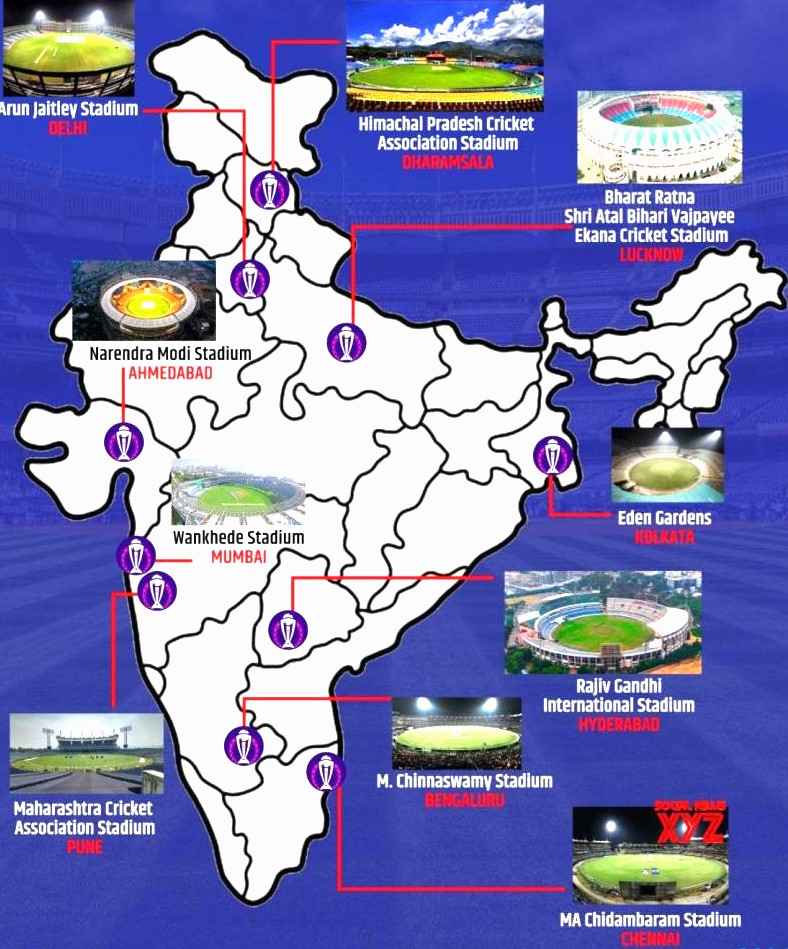
Ciudades y Estadios asignados para la Copa Mundial de Cricket "India 2023".

## Países participantes
| Método de clasificación           | País clasificado                                                           | Vía de clasificación | Fecha de clasificación |
| --------------------------------- | -------------------------------------------------------------------------- | --- | ---------------------- |
| Anfitrión 1 plaza                 | India                                                                      | Anfitrión del torneo |                        |
| Ranking ODI 7 plazas              | Nueva Zelanda Inglaterra Bangladés Pakistán Australia Afganistán Sudáfrica | 1° lugar del ranking ICC al 14 de mayo de 2023. 2° lugar del ranking ICC al 14 de mayo de 2023. 3° lugar del ranking ICC al 14 de mayo de 2023. 5° lugar del ranking ICC al 14 de mayo de 2023. 6° lugar del ranking ICC al 14 de mayo de 2023. 7° lugar del ranking ICC al 14 de mayo de 2023. 8° lugar del ranking ICC al 14 de mayo de 2023. | 14 de mayo del 2023    |
| Clasificatorias mundiales 2 cupos | Sri Lanka Países Bajos                                                     | Campeón de las eliminatorias a la Copa Mundial de Críquet Subcampeón de las eliminatorias a la Copa Mundial de Críquet. | 9 de julio de 2023     |

## Árbitros
| Umpires               | Umpires     | Umpires          | Umpires        | Árbitros centrales | Árbitros centrales |
| --------------------- | ----------- | ---------------- | -------------- | ------------------ | ------------------ |
| Michael Gough         | Nigel Llong | Paul Wilson      | Nitin Menon    | Javagal Srinath    | David Boon         |
| Alex Wharf            | Rod Tucker  | Kumar Dharmasena | Ahsan Raza     | Jeff Crowe         | Andy Pycroft       |
| Richard Illingworth   | Paul Reifel | Adrian Holdstock | Marais Erasmus | Richie Richardson  |                    |
| Richard Kettleborough | Chris Brown | Chris Gaffaney   | Joel Wilson    |                    |                    |

## Premios económicos
El Consejo Internacional de Cricket (ICC) anunció que el ganador de la Copa del Mundo recibirá un premio de 4 millones de dólares y el subcampeón recibirá 2 millones de dólares. Los semifinalistas perdedores recibirán 800.000 dólares cada uno. Esto es exactamente lo mismo que el premio en metálico en el evento de 2019. El premio total en metálico asignado para el torneo es de 10 millones de dólares. Cada equipo recibirá dinero en función de su desempeño en el torneo de la siguiente manera:
| Condición                            | Premio       | Total        |
| ------------------------------------ | ------------ | ------------ |
| Campeón                              | $ 4 000 000  | $ 4 000 000  |
| Subcampeón                           | $ 2 000 000  | $ 2 000 000  |
| Semifinalistas                       | $ 800 000    | $ 1 600 000  |
| Por partido ganado (ronda de grupos) | $ 40 000     | $ 1 800 000  |
| Eliminados en fase de grupos         | $ 100 000    | $ 600 000    |
| Total                                | $ 10 000 000 | $ 10 000 000 |

## Fase de grupos

### Tabla general
| Equipo        | Jj | G | P | E | NR | Pts | PC     |
| ------------- | -- | - | - | - | -- | --- | ------ |
| India         | 9  | 9 | 0 | 0 | 0  | 18  | 2.570  |
| Sudáfrica     | 9  | 7 | 2 | 0 | 0  | 14  | 1.261  |
| Australia     | 9  | 7 | 2 | 0 | 0  | 14  | 0.841  |
| Nueva Zelanda | 9  | 5 | 4 | 0 | 0  | 10  | 0.743  |
| Pakistán      | 9  | 4 | 5 | 0 | 0  | 8   | −0.199 |
| Afganistán    | 9  | 4 | 5 | 0 | 0  | 8   | −0.336 |
| Inglaterra    | 9  | 3 | 6 | 0 | 0  | 6   | −0.572 |
| Bangladés     | 9  | 2 | 7 | 0 | 0  | 4   | −1.087 |
| Sri Lanka     | 9  | 2 | 7 | 0 | 0  | 4   | −1.419 |
| Países Bajos  | 9  | 2 | 7 | 0 | 0  | 4   | −1.825 |

| 5 de octubre de 2023 | Inglaterra 50 overs | 282/9 v 283/1 | Nueva Zelanda 36.2 overs | Estadio Narendra Modi, Ahmedabad Nueva Zelanda gana por 9 carreras |  |

## Fase final
|  | Semifinales | Semifinales   | Semifinales        |           |            | Final            | Final    | Final |  |
|  |             |               |                    |           |            |                  |          |       |  |
|  |             |               |                    |           |            |                  |          |       |  |
|  | 1           | India         | 397/4 (50 overs)   |           |            |                  |          |       |  |
|  | 1           | India         | 397/4 (50 overs)   |           |            |                  |          |       |  |
|  | 4           | Nueva Zelanda | 327 (48.5 overs)   |           |            |                  |          |       |  |
|  | 4           | Nueva Zelanda | 327 (48.5 overs)   |           | SFW1       | India            | 240 (50) |       |  |
|  |             |               |                    |           | SFW1       | India            | 240 (50) |       |  |
|  |             |               | SFW2               | Australia | 241/4 (43) |                  |          |       |  |
|  | 2           | Sudáfrica     | SFW2               | Australia | 241/4 (43) | 212 (49.4 overs) |          |       |  |
|  | 2           | Sudáfrica     |                    |           |            | 212 (49.4 overs) |          |       |  |
|  | 3           | Australia     | 215/7 (47.2 overs) |           |            |                  |          |       |  |
|  | 3           | Australia     | 215/7 (47.2 overs) |           |            |                  |          |       |  |
|  |             |               |                    |           |            |                  |          |       |  |